# Epidermòlisi ampul·lar
L'epidermòlisi ampul·lar (en anglès, Epidermolysis bullosa, EB) és un grup d'alteracions genètiques que donen lloc a una excesiva fragilitat de la pell i les membranes mucoses i que forma part de les anomenades genodermatosis. En l'epidermòlisi ampul·lar apareixen butllofes amb només un traumatisme físic mínim o fricció i són doloroses. La seva gravetat pot variar de lleu a mortal. Els que tenen casos lleus desenvolupen símptomes fins que comencen a gatejar o caminar. Les complicacions poden incloure la miocardiopatia dilatada, l'estenosi esofàgica, l'estenosi uretral, l'atrèsia (oclusió) pilòrica, l'atrèsia duodenal, la hiponatrèmia, l'aparició de queratodèrmia, les contractures musculars amb pseudosindactília, les úlceres greus  de la cavitat oral, el carcinoma escatós de la pell, l'angoixa i la necessitat d'amputacions.
L'epidermòlisi ampul·lar es deu a una mutació en almenys un dels 18 gens diferents. Alguns tipus són autosòmics dominants, mentre que altres són autosòmics recessius. El mecanisme subjacent és un defecte en l'acoblament entre o dins de les capes de la pell. Hi ha quatre tipus principals: epidermòlisi ampul·lar simple, epidermòlisi ampul·lar juntural, epidermòlisi ampul·lar distròfica i síndrome de Kindler. El diagnòstic es confirma basant-se en símptomes i confirmat per biòpsia cutània o anàlisi genètica.
Actualment no hi ha cura per a la malaltia ni un tractament eficaç. La gestió implica cures de ferides, teràpia ocupacional, control del dolor, control d'infeccions, suport nutricional i prevenció i tractament de complicacions. Prop de mig milió de persones es veuen afectades a nivell mundial. Es presenta igualment en homes i dones. Els infants afectats poden ser intimidats per altres nens o experimentar comentaris inadequats d'adults.

## Classificació
L'epidermòlisi ampul·lar es refereix a un grup de trastorns que comporten un estat de fragilitat cutània i la formació de butllofes després d'un traumatisme físic mínim, en el qual hi ha un ampli espectre de variacions fenotípiques. S'han identificat més de 300 mutacions en aquesta condició. S'han classificat en els següents tipus:

### Epidermòlisi ampul·lar simple
L'epidermòlisi ampul·lar simple (Q81.0) (en anglès, epidermolysis bullosa simplex, EBS) és una forma d'epidermòlisi ampul·lar que causa butllofes al lloc de fregament. Alguna vegada s'acompanya de distròfia muscular. Normalment afecta mans i peus, i per regla general s'hereta d'una manera autosòmica dominant, que afecta els gens de la ceratina KRT5 i KRT14. Per tant, hi ha una fallada en la ceratinització, que afecta la integritat i la capacitat de la pell per resistir les tensions mecàniques. En algunes ocasions, es manifesta en la mucosa de la boca. La seva variant més greu rep el nom d'epidermòlisi ampul·lar simple de Dowling-Meara.

### Epidermòlisi ampul·lar juntural
L'epidermòlisi ampul·lar juntural (Q81.1) (en anglès, junctional epidermolysis bullosa, JEB) és una malaltia hereditària que afecta el col·lagen i la laminina. Aquesta malaltia es caracteritza per la formació de butllofes dins de la regió de la làmina lúcida de la membrana basal i és heretada d'una manera autosòmica recessiva, encara que en alguns casos la transmissió genètica és autosòmica dominant. També presenta butllofes als llocs de fricció, especialment a les mans i els peus, i té variants que poden ocórrer en nens, adults o nounats. Rarament, causa estenosi de la laringe. Es calcula que menys d'una persona per cada milió té aquesta forma d'epidermòlisi ampul·lar.

### Epidermòlisi ampul·lar distròfica
L'epidermòlisi ampul·lar distròfica (Q81.2) (en anglès, dystrophic epidermolysis bullosa, DEB) és una variant hereditària que afecta la pell i altres òrgans. L'epidermòlisi ampul·lar distròfica és causada per defectes genètics (o mutacions) dins del gen humà col·lagen, tipus VII, alfa COL7A1 que codifica la proteïna del col·lagen tipus VII (col·lagen VII). Les mutacions que provoquen l'epidermòlisi ampul·lar distròfica poden ser autosòmiques dominants o autosòmiques recessives. La colitis és una inusual complicació de la forma recessiva. L'epidermòlisi ampul·lar pruriginosa i l'epidermòlisi ampul·lar distròfica amb lesions albopapulars (malaltia de Pasini) són subtipus rars d'aquesta malaltia.

### Epidermòlisi ampul·lar adquirida (síndrome de Kindler)
L'epidermòlisi ampul·lar adquirida és una malaltia crònica subepidèrmica associada amb l'autoimmunitat al col·lagen tipus VII, dins de les estructures de fibres d'ancoratge que es troben a la unió dermoepidérmica. Una quarta part, aproximadament, dels pacients amb aquest tipus d'epidermòlisi ampul·lar pateixen una malaltia de Crohn concomitant. Alguns nens amb síndrome de Kindler presenten anomalies orofacials de diversos tipus.

### Síndrome de descamació de la pell acral
És un trastorn autosòmic recessiu infreqüent caracteritzat per la pèrdua de la capa còrnia durant tota la vida i que es pot associar amb pruïja, estatura curta i facilitat d'eliminació de pèl. La seva causa són alteracions en el gen TG5.

### Síndrome de Bart
Rep aquest nom l'associació d'aplàsia cutis congènita tipus VI i epidermòlisi ampul·lar. Afecta principalment un membre inferior, amb un patró serpiginós de pèrdua de pell característic, lesions epidèrmiques a tot el cos i defectes unguials. Poques vegades, s'associa a malformacions del pavelló auricular o deformitats esquelètiques. L'epidermòlisi ampul·lar juntural de tipus  Herlitz és una variant rara i habitualment mortal de la síndrome de Bart, produïda per mutacions en els gens que codifiquen la proteïna d'ancoratge laminina 5.

### Altres varietats genètiques
| OMIM   | Nom                                        | Locus | Gen |
| ------ | ------------------------------------------ | ----- | --- |
| 609638 | epidermòlisis ampul·lar acantolítica letal | 6p24  | DSP |

## Fisiopatologia
La pell humana està formada per tres capes: 
- epidermis (la capa més externa),
- derma (la capa del mig),
- hipoderma (la capa més profunda).

En individus amb pell sana, hi ha ancoratges de proteïnes entre aquestes capes que els impedeixen moure's de forma independent (cisallament).
En les persones que neixen amb epidermòlisi ampul·lar, les capes de la pell manquen d'ancoratges de proteïnes que les uneixen, fent que la pell sigui extremadament fràgil; la menor fricció mecànica (com el frec o la pressió) o un traumatisme físic, separen les capes de la pell i formen bufolles i nafres doloroses. Els que pateixen epidermòlisi ampul·lar han comparat les ferides amb cremades de tercer grau. A més, com a complicació del dany crònic de la pell, les persones que pateixen epidermòlisi ampul·lar tenen un major risc de patir càncer de pell.

## Diagnosi
L'epidermòlisi ampul·lar pot ser diagnosticada per una biòpsia cutània de la vora d'una lesió amb un mapatge per immunofluorescència, microscòpia electrònica. o mitjançant proves de mostres de sang i anàlisis genètiques. La seva diagnosi diferencial inclou la mastocitosi ampul·lar (acumulació de quantitats excessives de mastòcits a la pell) i l'impetigen ampul·lar.

## Tractament

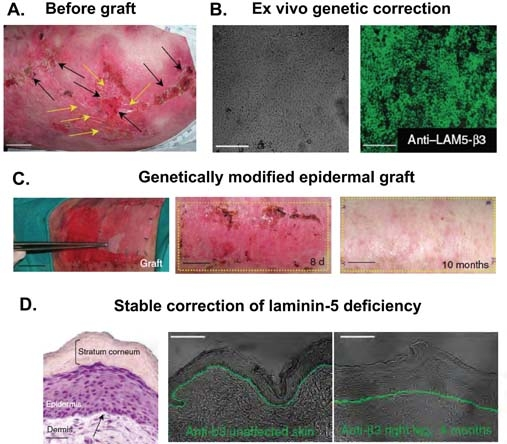
Tractament de l'epidermòlisi bul·losa mitjançant el trasplantament de làmines de cèl·lules mare modificades

Investigacions recents s'han centrat en canviar la barreja de ceratines produïdes a la pell. Hi ha 54 gens de ceratina coneguts, dels quals 28 pertanyen als gens de filament intermedi de tipus I i 26 de tipus II, que funcionen com heterodimers. Molts d'aquests gens comparteixen semblances estructurals i funcionals substancials, però estan especialitzades en el tipus de cèl·lula i/o condicions en què es produeixen normalment. Si l'equilibri de producció es pot desplaçar del gen de ceratina disfuncional mutada cap a un gen de ceratina intacta, es podrien reduir els símptomes. Per exemple, el sulforafà, un compost trobat al bròquil, es va veure que reduïa les butllofes en un model de ratolí fins al punt en què les cries afectades no podien identificar-se visualment, quan es van injectar a ratolins femelles embarassades (5 μmol/dia= 0,9 mg) i s'aplicaven tòpicament a nadons (1 μmol/dia= 0,2 mg en oli de jojoba). Les possibilitats de millora de l'EB amb fisioteràpia són molt limitades. En certs casos d'epidermòlisi ampul·lar adquirida, el tractament amb fàrmacs immunomoduladors, com el rituximab o l'ustekinumab ha obtingut bons resultats. El dupilumab (un biofàrmac emprat per tractar la dermatitis atòpica) i el baricitinib poden reduir significativament i de manera segura la picor de l'epidermòlisi ampul·lar pruriginosa. Experimentalment, la teràpia gènica basada en la tecnologia CRISPR/Cas9 és eficient davant l'EB distròfica recessiva.
A partir de 2008, la investigació clínica a la Universitat de Minnesota ha inclòs un trasplantament de medul·la òssia a un nen de 2 anys, que és un dels dos germans amb epidermòlisi ampul·lar. El procediment va ser reeixit, suggerint fortament que es va poder trobar una cura. També s'ha realitzat un segon trasplantament en el germà gran del nen, i un tercer trasplantament està programat per a un nadó de Califòrnia. L'assaig clínic inclourà, finalment, trasplantaments a 30 subjectes. Tanmateix, la immunosupressió greu que el trasplantament de medul·la òssia requereix causa un risc significatiu d'erosions cutànies amb subsegüents infeccions importants i de necrosi epidèrmica tòxica en pacients amb butllofes a gran escala. De fet, almenys quatre pacients han mort durant la preparació o la institució de trasplantament de medul·la òssia per epidermòlisi ampul·lar, de només d'un petit grup de pacients tractats fins ara.
Un estudi pilot realitzat el 2015 suggereix que el factor estimulant de la colònia granulocítica sistèmica (en anglès, granulocyte-colony stimulating factor, G-CSF) pot promoure una major cicatrització de les ferides en pacients amb epidermòlisi ampul·lar distròfica. En aquest estudi es van tractar diàriament set pacients amb epidermòlisi ampul·lar distròfica amb G-CSF subcutani durant sis dies i després es van tornar a avaluar al setè dia. Després de sis dies de tractament amb G-CSF, la mida de les lesions obertes es va reduir en una mitjana del 75,5 per cent i el nombre de butfolles i erosions als pacients es va reduir en una mitjana del 36,6 per cent.

### Monitoreig
L'índex d'activitat i cicatrius del trastorn d'epidermòlisi ampul·lar (Epidermolysis Bullosa Disease Activity and Scarring index, EBDASI) és un sistema de puntuació que quantifica objectivament la gravetat de l'epidermòlisi ampul·lar. L'EBDASI és una eina per als metges i pacients per controlar la gravetat de la malaltia. També s'ha dissenyat per avaluar la resposta a noves teràpies per al tractament l'epidermòlisi ampul·lar. L'EBDASI va ser desenvolupat i validat pel professor Dedee Murrell i el seu equip d'estudiants i becaris a l'Hospital St George de la Universitat de New South Wales, a Sydney (Austràlia). Es va presentar al Congrés Internacional de Dermatologia Investigativa a Edimburg el 2013 i es va publicar una publicació en paper al Diari de l'Acadèmia Americana de Dermatologia (Journal of the American Academy of Dermatology) el 2014.

## Prognosi

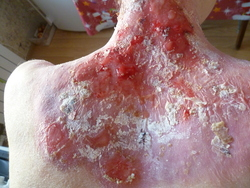
Epidermòlisi ampul·lar distròfica

Un estudi de 2014 va classificar casos en tres tipus: epidermòlisi ampul·lar simple, epidermòlisi ampul·lar juntural i epidermòlisi ampul·lar distròfica, i va revisar la seva esperança de vida. Els dos primers tipus tendeixen a morir en la durant la infantesa i l'últim durant l'adolescència. En una enquesta d'11 famílies afectades per la malaltia, la manca de consciència de la malaltia tant per part del públic com pel persona sanitari va plantejar preocupacions sobre l'atenció prestada, així com comentaris insensibles per part dels adults i intimidació per part dels nens.

## Epidemiologia
S'estima que el 20 per milió de naixements vius són diagnosticats amb epidermòlisi ampul·lar, i el 9 per milió de persones en la població general tenen la condició. D'aquests casos, aproximadament el 92 per cent són epidermòlisi ampul·lar simple, el 5 per cent són epidermòlisi ampul·lar distròfica, un 1 per cent són epidermòlisi ampul·lar juntural, i el 2 per cent no està classificat. La freqüència de la transmissió oscil·la entre 1 de 333 per epidermòlisi ampul·lar juntural, 1 de 450 per epidermòlisi ampul·lar distròfica; la freqüència de portadors de l'epidermòlisi ampul·lar simple es presumeix que és molt superior a la de l'epidermòlisi ampul·lar juntural o a la de l'epidermòlisi ampul·lar distròfica.
El trastorn es produeix en tots els grups ètnics i racials i afecta els dos sexes.

## Societat i cultura

### Documentals
La condició va cridar l'atenció pública l'any 2004 al Regne Unit a través del documental del Channel 4, The Boy Whose Skin Fell Off, sobre la vida i la mort de Jonny Kennedy, un anglès amb epidermòlisi ampul·lar. Als Estats Units d'Amèrica, es podria dir el mateix del documental de la HBO My Flesh and Blood (2003), de Jonathan Karsh.
Al Canadà, el premiat documental de la The Sports Network sobre Jonathan Pitre va donar lloc a una àmplia cobertura mediàtica sobre la malaltia del nen, el tractament i la seva mort.

### Altres noms
Altres termes utilitzats per descriure els infectats són «nens de pell de papallona», ja que la pell és fràgil com les ales de la papallona, «nadons de cotó», o «nens de pell de cristall».